# Tengraha
Tengraha (en népalais : टेंग्राहा) est un comité de développement villageois du Népal situé dans le district de Rautahat. Au recensement de 2011, il comptait 5 947 habitants.